# Karel Espino
Karel Aldair Espino Contreras (San Cristóbal, 27 ottobre 2001) è un calciatore cubano, centrocampista del Comunicaciones e della nazionale cubana.

## Caratteristiche tecniche
È un mediano.

## Carriera

### Nazionale
Ha debuttato in nazionale il 27 febbraio 2019, all'età di 17 anni e 123 giorni, nell'amichevole Cuba-Bermuda (5-0), gara in cui è subentrato a Yasmany López al minuto 79. Ha partecipato, con la nazionale, alla CONCACAF Gold Cup 2019.

## Statistiche

### Cronologia presenze e reti in nazionale
| Cronologia completa delle presenze e delle reti in nazionale ― Cuba | Cronologia completa delle presenze e delle reti in nazionale ― Cuba | Cronologia completa delle presenze e delle reti in nazionale ― Cuba | Cronologia completa delle presenze e delle reti in nazionale ― Cuba | Cronologia completa delle presenze e delle reti in nazionale ― Cuba | Cronologia completa delle presenze e delle reti in nazionale ― Cuba | Cronologia completa delle presenze e delle reti in nazionale ― Cuba | Cronologia completa delle presenze e delle reti in nazionale ― Cuba |
| Data                                                                | Città                                                               | In casa                                                             | Risultato                                                           | Ospiti                                                              | Competizione                                                        | Reti                                                                | Note                                                                |
| ------------------------------------------------------------------- | ------------------------------------------------------------------- | ------------------------------------------------------------------- | ------------------------------------------------------------------- | ------------------------------------------------------------------- | ------------------------------------------------------------------- | ------------------------------------------------------------------- | ------------------------------------------------------------------- |
| 27-2-2019                                                           | L'Avana                                                             | Cuba                                                                | 5 – 0                                                               | Bermuda                                                             | Amichevole                                                          | -                                                                   | 79’                                                                 |
| 16-6-2019                                                           | Pasadena                                                            | Messico                                                             | 7 – 0                                                               | Cuba                                                                | Gold Cup 2019 - 1º turno                                            | -                                                                   | 87’                                                                 |
| 20-6-2019                                                           | Denver                                                              | Cuba                                                                | 0 – 3                                                               | Martinica                                                           | Gold Cup 2019 - 1º turno                                            | -                                                                   | 21’ 44’                                                             |
| 24-6-2019                                                           | Charlotte                                                           | Canada                                                              | 7 – 0                                                               | Cuba                                                                | Gold Cup 2019 - 1º turno                                            | -                                                                   | 54’                                                                 |
| 8-9-2019                                                            | Toronto                                                             | Canada                                                              | 6 – 0                                                               | Cuba                                                                | CONCACAF Nations League 2019-2020 - 1º turno                        | -                                                                   | 81’                                                                 |
| 11-9-2019                                                           | George Town                                                         | Cuba                                                                | 0 – 1                                                               | Canada                                                              | CONCACAF Nations League 2019-2020 - 1º turno                        | -                                                                   | 21’                                                                 |
| 12-10-2019                                                          | Washington                                                          | Stati Uniti                                                         | 7 – 0                                                               | Cuba                                                                | CONCACAF Nations League 2019-2020 - 1º turno                        | -                                                                   |                                                                     |
| 8-11-2019                                                           | Managua                                                             | Nicaragua                                                           | 0 – 0                                                               | Cuba                                                                | Amichevole                                                          | -                                                                   |                                                                     |
| 11-11-2019                                                          | Managua                                                             | Nicaragua                                                           | 0 – 1                                                               | Cuba                                                                | Amichevole                                                          | -                                                                   |                                                                     |
| 20-11-2019                                                          | George Town                                                         | Cuba                                                                | 0 – 4                                                               | Stati Uniti                                                         | CONCACAF Nations League 2019-2020 - 1º turno                        | -                                                                   |                                                                     |
| 25-3-2021                                                           | Città del Guatemala                                                 | Guatemala                                                           | 1 – 0                                                               | Cuba                                                                | Qual. Mondiali 2022                                                 | -                                                                   | 61’                                                                 |
| 2-6-2021                                                            | Città del Guatemala                                                 | Cuba                                                                | 5 – 0                                                               | Isole Vergini Britanniche                                           | Qual. Mondiali 2022                                                 | -                                                                   | 64’                                                                 |
| 8-6-2021                                                            | Saint George's                                                      | Saint Vincent e Grenadine                                           | 0 – 1                                                               | Cuba                                                                | Qual. Mondiali 2022                                                 | -                                                                   |                                                                     |
| 14-11-2021                                                          | Managua                                                             | Nicaragua                                                           | 2 – 0                                                               | Cuba                                                                | Amichevole                                                          | -                                                                   |                                                                     |
| 25-3-2022                                                           | Antigua Guatemala                                                   | Guatemala                                                           | 1 – 0                                                               | Cuba                                                                | Amichevole                                                          | -                                                                   |                                                                     |
| 27-3-2022                                                           | Belmopan                                                            | Belize                                                              | 0 – 3                                                               | Cuba                                                                | Amichevole                                                          | 1                                                                   |                                                                     |
| 3-6-2022                                                            | Les Abymes                                                          | Guadalupa                                                           | 2 – 1                                                               | Cuba                                                                | Amichevole                                                          | -                                                                   |                                                                     |
| 5-6-2022                                                            | Santiago de Cuba                                                    | Cuba                                                                | 3 – 0                                                               | Barbados                                                            | Amichevole                                                          | -                                                                   |                                                                     |
| 10-6-2022                                                           | Basseterre                                                          | Antigua e Barbuda                                                   | 0 – 2                                                               | Cuba                                                                | Amichevole                                                          | -                                                                   |                                                                     |
| 12-6-2022                                                           | Santiago di Cuba                                                    | Cuba                                                                | 3 – 1                                                               | Antigua e Barbuda                                                   | Amichevole                                                          | -                                                                   | 74’                                                                 |
| 24-3-2023                                                           | Bridgetown                                                          | Barbados                                                            | 0 – 1                                                               | Cuba                                                                | CONCACAF Nations League 2022-2023 - 1º turno                        | -                                                                   | 42’                                                                 |
| 26-3-2023                                                           | Santiago di Cuba                                                    | Cuba                                                                | 1 – 0                                                               | Guadalupa                                                           | CONCACAF Nations League 2022-2023 - 1º turno                        | -                                                                   | 59’ 62’                                                             |
| 20-11-2023                                                          | Volgograd                                                           | Russia                                                              | 8 – 0                                                               | Cuba                                                                | Amichevole                                                          | -                                                                   |                                                                     |
| 21-3-2025                                                           | Santiago di Cuba                                                    | Cuba                                                                | 1 – 2                                                               | Trinidad e Tobago                                                   | Qual. Gold Cup 2025                                                 | -                                                                   | 64’                                                                 |
| 25-3-2025                                                           | Couva                                                               | Trinidad e Tobago                                                   | 4 – 0                                                               | Cuba                                                                | Qual. Gold Cup 2025                                                 | -                                                                   | 72’                                                                 |
| 6-6-2025                                                            | St. John's                                                          | Antigua e Barbuda                                                   | 0 – 1                                                               | Cuba                                                                | Qual. Mondiali 2026                                                 | -                                                                   |                                                                     |
| 10-6-2025                                                           | Santiago di Cuba                                                    | Cuba                                                                | 1 – 2                                                               | Bermuda                                                             | Qual. Mondiali 2026                                                 | -                                                                   |                                                                     |
| Totale                                                              |                                                                     | Presenze                                                            | 27                                                                  |                                                                     | Reti                                                                | 1                                                                   |                                                                     |

## Palmarès

### Club

#### Competizioni internazionali
- CONCACAF League: 1

Comunicaciones: 2021